# Bounty-szigeti kárókatona
A bounty-szigeti kárókatona vagy bounty-szigeteki kárókatona (Phalacrocorax ranfurlyi) a madarak (Aves) osztályának a szulaalakúak (Suliformes) rendjébe, ezen belül a kárókatonafélék (Phalacrocoracidae) családjába tartozó faj.
A magyar név forrással nem megerősített, lehet, hogy az angol név tükörfordítása (Bounty Island Shag).

## Előfordulása
Új-Zéland területén honos. 2005-ben, 618 példány regisztráltak.

## Megjelenése
Testhossza 71 centiméter. Tollazata fekete-fehér.

## Életmódja
Tápláléka halakból, csigákból, tintahalakból és tarisznyarákokból áll.